# Декюжи, Макс
Максим «Макс» Омер Матьё Декюжи (фр. Maxime "Max" Omer Mathieu Décugis; 24 сентября 1882, Париж — 6 сентября 1978, Биот) — французский теннисист, 29-кратный чемпион открытого чемпионата Франции, чемпион Уимблдонского турнира в парном разряде и чемпион летних Олимпийских игр 1920. Муж теннисистки Мари Фламенг (1884—1969), дочери художника Франсуа Фламенга.

## Турниры Большого шлема
Декюже побеждал на открытом чемпионате Франции 29 раз, что является рекордом для этого соревнования. Однако это происходило до того, как турнир стал международным, и до Открытой эры.

### Открытый чемпионат Франции
- Одиночный разряд — победа (1903, 1904, 1907—1909, 1912—1914); финал (1902, 1906, 1920, 1923)
- Парный разряд — победа (1902—1914, 1920)
- Смешанный разряд — победа (1904—1906, 1908, 1909, 1914, 1920)

### Уимблдонский турнир
- Парный разряд — победа (1911); финал (1912)

## Летние Олимпийские игры 1900
На Играх 1900 в Париже Декюжи соревновался только в парном турнире. Вместе с американцем Бэзилем де Гармендиа, они дошли до полуфинала, где, проиграв братьям британцам Лоуренсу и Реджинальду Дохерти, выиграли серебряные медали.

## Летние Олимпийские игры 1906
На неофициальных Олимпийских играх 1906 в Афинах Декюжи выиграл сразу три золотых медали во всех турнирах в которых участвовал. В одиночном он стал победителем, обыграв в финале своего соотечественника Мориса Жермо. В парном они уже соревновались вместе, став победителями состязания. В смешанном разряде Декюжи играл вместе со своей женой Мари, и они вместе выиграли ещё один комплект золотых наград.
Медали, выигранные Деюжи, не признаются МОКом и считаются неофициальными, как и награды всех призёров тех Игр.

## Летние Олимпийские игры 1920
На Играх 1920 в Антверпене Декюжи выиграл две медали. В парном разряде он стал бронзовым призёром вместе с Пьером Альбарраном. В смешанном турнире он, вместе с Сюзанной Ленглен, стал чемпионом Игр.